# Planetenring

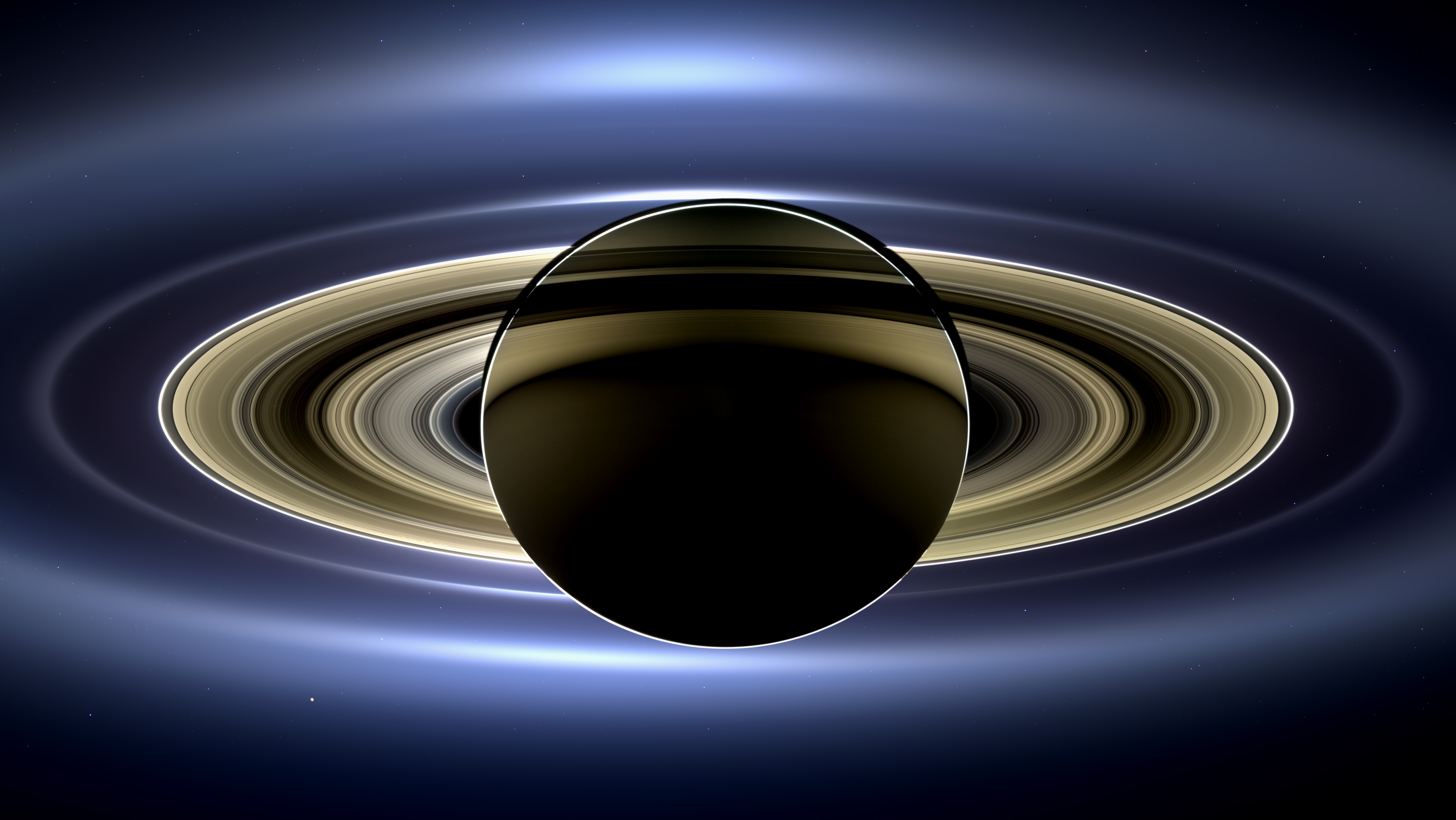
Saturnringe, aufgenommen von der Raumsonde Cassini

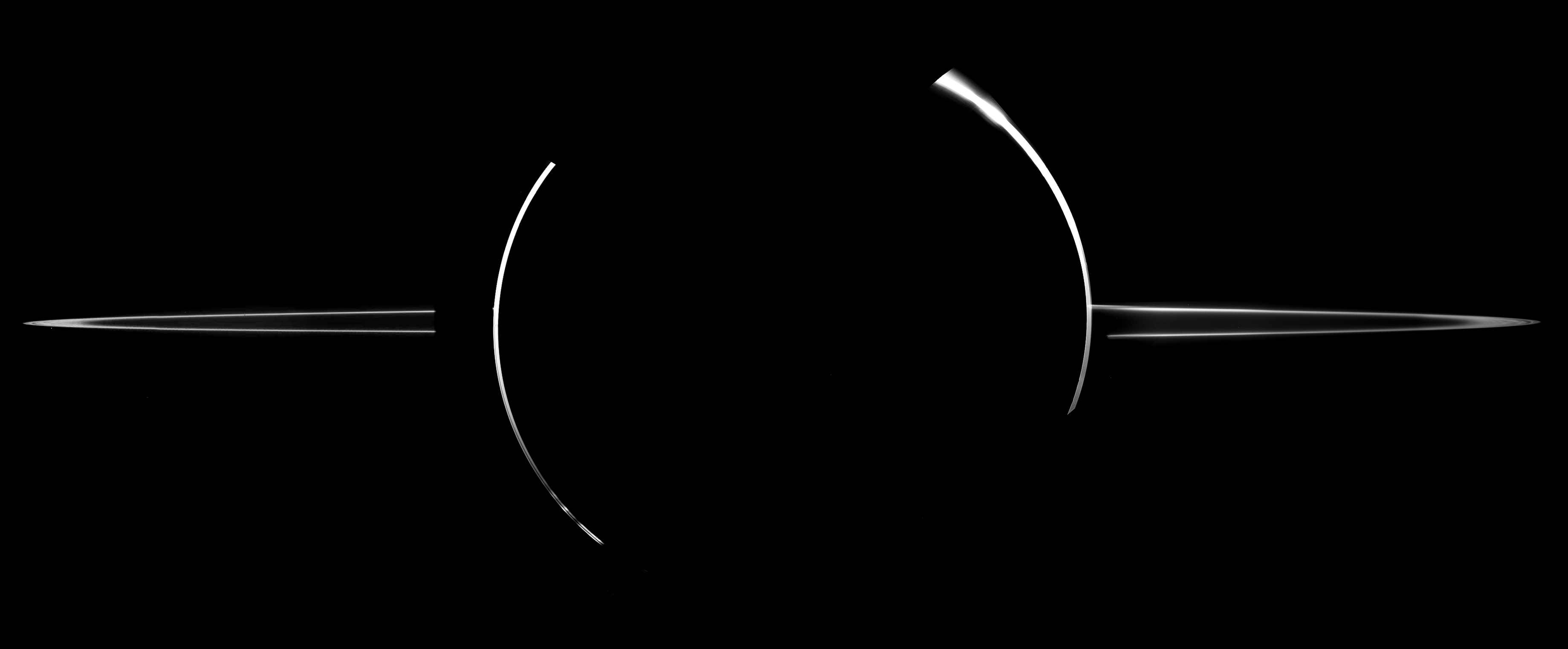
Jupiterringe, aufgenommen von der Raumsonde Galileo

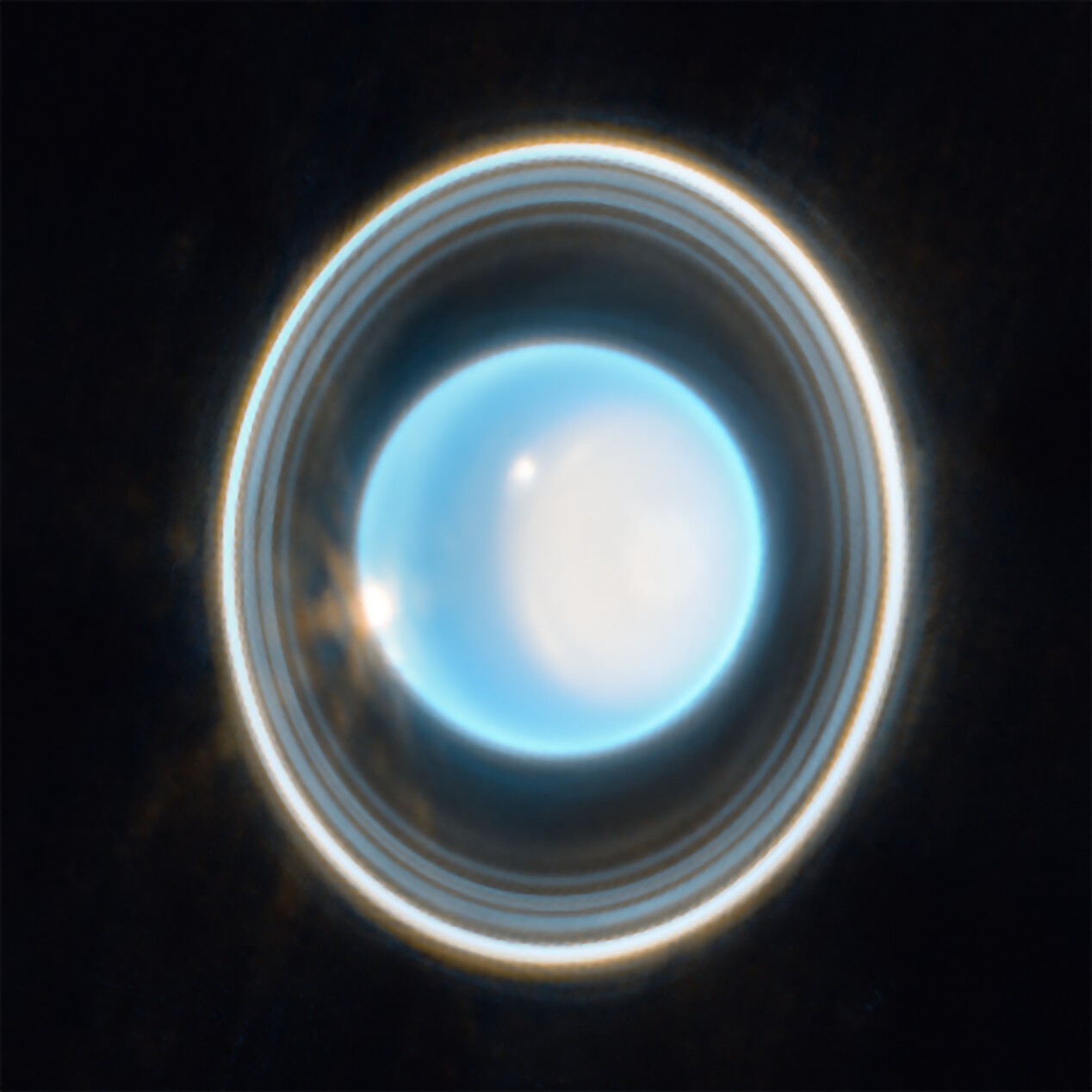
Uranusringe, aufgenommen vom James-Webb-Weltraumteleskop

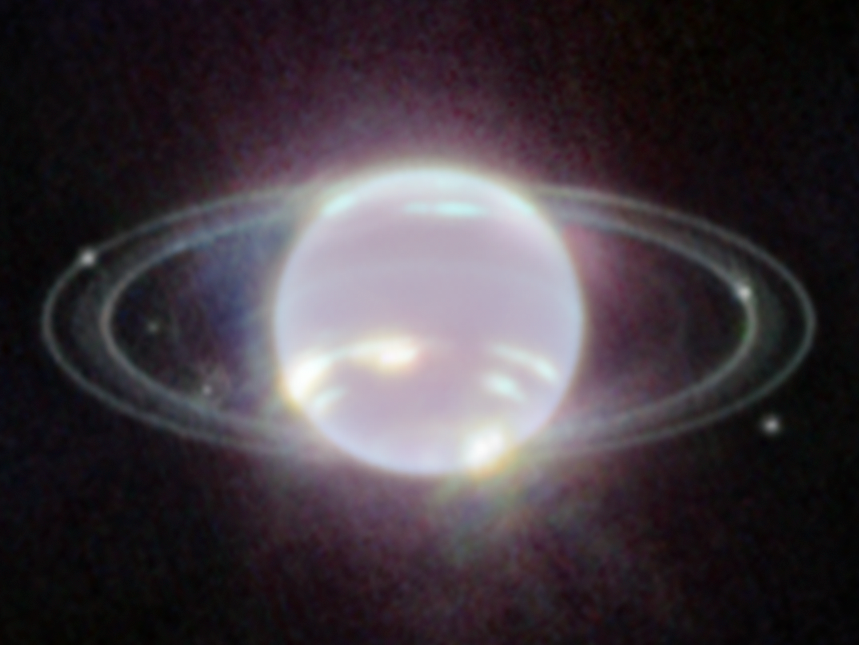
Neptunringe, aufgenommen vom James-Webb-Weltraumteleskop

Ein Planetenring ist eine Ansammlung fester Partikel unterschiedlicher Größe (typischerweise von Staubkorngröße bis zu Durchmessern über zehn Meter), die einen planetenartigen Himmelskörper oder Asteroiden innerhalb eines abgrenzbaren Entfernungsintervalls nahe einer Ebene umkreisen und dabei zahlreich genug sind, um in ihrer Gesamtheit als ringscheibenförmiges Gebilde beschreibbar zu sein. Solche Ringe können unterschiedliche Ausmaße, Zusammensetzungen (beispielsweise aus Eis- oder Gesteinspartikeln), Flächen- und Gesamthelligkeiten aufweisen. Mehrere Ringe um einen Planeten bilden ein konzentrisches Ringsystem.

## Entstehung
Die Entstehung eines Planetenrings ist bis heute nicht vollständig erklärt. Ein Ansatz ist, dass Ringe entstehen können, wenn ein kleiner Mond dem Planeten zu nahe kommt, sich also innerhalb der Roche-Grenze befindet, und dort durch die Gezeitenkräfte des Planeten auseinandergerissen und um den Planeten verteilt wird. Ein weiterer Ansatz im Zusammenhang mit der Roche-Grenze geht davon aus, dass die Ringe Überreste der Gasscheibe sind, aus denen sich der Planet geformt hat – innerhalb der Roche-Grenze konnte sich das restliche Gas aber zu keinen Monden formen.
Eine andere Theorie besagt, dass ein Planetenring entsteht, wenn der Planet von einem anderen Himmelskörper getroffen wird oder zwei kleine Körper kollidieren, so dass sie auseinanderbrechen und sich aufgrund der hohen Schwerkraft des Planeten nicht wieder zusammensetzen, sondern um den Planeten verteilt werden.

## Planetenringe im Sonnensystem
Im Sonnensystem hat jeder der vier Gasplaneten ein Ringsystem. Deren Teilchen umlaufen den Planeten rechtläufig innerhalb bzw. sehr nahe dessen Äquatorebene und fast immer innerhalb der Roche-Grenze. Trotz der gemeinsamen Hauptmerkmale ist die Struktur der Ringe in allen vier Fällen sehr unterschiedlich.
Das bekannteste Planetenringsystem sind die Ringe des Saturn. Es ist das umfangreichste Ringsystem, besteht aus hellem Material und ist daher bereits mit einem guten Amateurteleskop sichtbar. Es besteht aus mehreren sogenannten Hauptringen, die wiederum aus vielen dünnen Ringen bestehen.
Nach Saturn am zweitstärksten sind im Sonnensystem die Ringe des Uranus ausgeprägt. Am schwächsten ist das Ringsystem des Jupiters. Es besteht aus äußerst dunklem Material, noch dazu ist es verschwindend unscheinbar, sodass es nur durch Raumsonden nachgewiesen werden konnte. Man nimmt an, dass Jupiters Ringe von winzigen innersten Monden mit neuem Material versorgt werden, während das alte Material stetig auf Jupiter herabrieselt. Uranus und Neptun haben ebenfalls äußerst dunkle Ringe. Bei Neptun glaubte man anfangs, dass seine Ringe nur unvollständige Ringbögen seien, also nicht in sich geschlossen wären.
Es sieht so aus, dass sich dichte Ringsysteme nur in einem Sonnenabstand zwischen 8 und 20 AE bei Oberflächentemperaturen von etwa 70 K bilden.

## Ringe um Asteroiden
2014 wurden von der Europäischen Südsternwarte (ESO) erstmals Ringe um einen Asteroiden entdeckt, nämlich um (10199) Chariklo.
Auch für (2060) Chiron wird in einer Veröffentlichung von 2015 ein Ringsystem vermutet.
Anlässlich einer Sternbedeckung am 21. Januar 2017 wurde entdeckt, dass Haumea über einen 70 km breiten Ring von etwa 4.574 km Durchmesser verfügt.
Im Februar 2023 wurde bekannt gegeben, dass sich um (50000) Quaoar ein Ring befindet.

## Ringe um Exoplaneten
Da sämtliche Gasriesen des Sonnensystems Ringsysteme besitzen, kann die Existenz von Exoplaneten mit Planetenringen angenommen werden. Während Eispartikel (wie sie den Hauptbestandteil der Saturnringe bilden) nur bei Planeten außerhalb der Eislinie langfristig in Ringen vorhanden sein können, können innerhalb der Eislinie Planetenringe aus Gesteinsteilen langfristig stabil sein. Nachgewiesen werden könnten solche Ringsysteme beispielsweise bei mit der Transitmethode beobachteten Planeten, wenn sie optisch dicht genug sind, um zusätzlichen Lichtabfall beim Zentralstern zu verursachen. Derzeit (Stand Januar 2015) sind solche Beobachtungen nicht bekannt.

### „Super-Saturn“ J1407b
Eine Folge von Verfinsterungen des Sterns 1SWASP J140747.93-394542.6, die sich 2007 über 56 Tage hinzog, wurde in einer Veröffentlichung im August 2011 als Vorübergang des Ringsystems eines (nicht direkt beobachteten) substellaren Objekts (Exoplanet oder Brauner Zwerg) „J1407b“ interpretiert. Im Januar 2015 wurde diese Interpretation in einer erneuten Analyse der Daten bestätigt und präzisiert. Auf die Bekanntgabe dieser Arbeit durch die University of Rochester folgten Pressemeldungen über die damit erfolgte Entdeckung eines Super-Saturn.
Das Ringsystem hat einen Radius von ca. 90 Millionen km (also etwa dem 200-fachen der Saturnringe). Das mit etwa 16 Millionen Jahren geringe Alter des Sternsystems deutet darauf hin, dass es sich eher um eine Struktur analog zu einer protoplanetaren Scheibe (bzw. tatsächlich um eine solche, falls J1407b für einen Planeten zu massereich ist) handelt als um ein langfristig stabiles Ringsystem in einem ausentwickelten Planetensystem.